# Terryville (Connecticut)
Terryville est une census-designated place située dans les limites de Plymouth dans le comté de Litchfield au Connecticut (États-Unis). Lors du recensement de 2010, sa population s’élevait à 5 387 habitants.

## Géographie
Selon le Bureau du recensement des États-Unis, la superficie de la ville est de 7,3 km2, dont 7,2 km2 de terres et 0,1 km2 de plans d'eau (soit 1,07 %).

## Démographie
D'après le recensement de 2000, il y avait 5 360 habitants, 2 199 ménages, et 1 460 familles dans la ville. La densité de population était de 747,1 hab/km2. Il y avait 2 312 maisons avec une densité de 322,3 maisons/km2. La décomposition ethnique de la population était : 97,18 % blancs ; 0,86 % noirs ; 0,15 % amérindiens ; 0,41 % asiatiques ; 0,00 % natifs des îles du Pacifique ; 0,30 % des autres races ; 1,10 % de deux ou plus races. 1,18 % de la population était hispanique ou Latino de n'importe quelle race.
Il y avait 2 199 ménages, dont 31,8 % avaient des enfants de moins de 18 ans, 51,3 % étaient des couples mariés, 11,0 % avaient une femme qui était parent isolé, et 33,6 % étaient des ménages non-familiaux. 28,9 % des ménages étaient constitués de personnes seules et 11,7 % de personnes seules de 65 ans ou plus. Le ménage moyen comportait 2,43 personnes et la famille moyenne avait 3,01 personnes.
Dans la ville la pyramide des âges était 25,4 % en dessous de 18 ans, 6,9 % de 18 à 24, 31,8 % de 25 à 44, 21,0 % de 45 à 64, et 14,9 % qui avaient 65 ans ou plus. L'âge médian était 37 ans. Pour 100 femmes, il y avait 96,4 hommes. Pour 100 femmes de 18 ans ou plus, il y avait 93,9 hommes.
Le revenu médian par ménage de la ville était 48 284 dollars US, et le revenu médian par famille était $ 58 713. Les hommes avaient un revenu médian de $ 41 132 contre $ 32 114 pour les femmes. Le revenu par habitant de la ville était $ 22 202. 4,8 % des habitants et 3,6 % des familles vivaient sous le seuil de pauvreté. 3,8 % des personnes de moins de 18 ans et 5,8 % des personnes de plus de 65 ans vivaient sous le seuil de pauvreté.

## Personnalité de Terryville
L'acteur Ted Knight né à terryville en 1923 (et mort en 1986).